# Shark (ö i Kiribati)
Shark är en ö i Kiribati.   Den ligger i örådet Caroline och ögruppen Linjeöarna, i den västra delen av landet, 4 300 km öster om huvudstaden Tarawa.